# Obrożniki
Obrożniki (Melanopareiidae) – monotypowa rodzina małych ptaków z rzędu wróblowych (Passeriformes).

## Występowanie
Rodzina obejmuje gatunki występujące w Ameryce Południowej.

## Morfologia
Obrożniki mierzą 14–16 cm, ważą 16–23 g. W porównaniu do krytonosów mają dłuższe ogony. Upierzenie rzucające się w oczy, z charakterystycznym paskiem na piersi, od którego te ptaki wzięły swoją angielską nazwę (Crescentchest).

## Systematyka

### Nazewnictwo
Nazwa rodzajowa pochodzi z greki i oznacza „czarny policzek” (μελας melas, μελανος melanos – „czarny” oraz παρηιον parēion – „policzek”).

### Podział systematyczny
Rodzina ostatnio wyodrębniona z Rhinocryptidae, z którymi nie jest blisko spokrewniona. Do rodziny należy jeden rodzaj z czterema gatunkami:
- Melanopareia torquata (zu Wied, 1831) – obrożnik rdzawokarkowy
- Melanopareia maximiliani (d’Orbigny, 1838) – obrożnik oliwkowy
- Melanopareia maranonica Chapman, 1924 – obrożnik peruwiański
- Melanopareia elegans (Lesson, 1844) – obrożnik ozdobny